# Viercontinentenkampioenschap kunstschaatsen 2004
Het Viercontinentenkampioenschap is een jaarlijks terugkerend evenement in het kunstschaatsen dat georganiseerd wordt door de Internationale Schaatsunie (ISU) voor deelnemers uit landen buiten Europa, namelijk van de vier continenten Afrika, Azië, Amerika en Oceanië.
De editie van 2004 was het zesde "4CK" dat werd georganiseerd. Het vond plaats van 19 tot en met 25 januari in Hamilton (Ontario), Canada. Het was de tweede keer dat dit kampioenschap in Canada plaatsvond, de eerste editie in 1999 vond in Halifax plaats.
Medailles waren er te verdienen in de traditionele onderdelen: mannen individueel, vrouwen individueel, paarrijden en ijsdansen.

## Deelnemende landen
Alle ISU-leden uit Afrika, Amerika, Azië en Oceanië hadden het recht om maximaal drie startplaatsen per discipline in te vullen. Deze regel is afwijkend ten opzichte van de overige ISU kampioenschappen, waarbij extra startplaatsen worden "verdiend" door de prestaties van de deelnemers in het voorgaande jaar.
Elf landen schreven dit jaar deelnemers in voor dit toernooi. Zij vulden dit jaar 72 startplaatsen in. Canada, China en de Verenigde Staten vulden de maximale mogelijkheid in van twaalf startplaatsen, en daarmee de helft van alle deelnemers. Hongkong en Kazachstan vaardigden dit jaar geen deelnemer af.
(Tussen haakjes het totaal aantal startplaatsen over de vier onderdelen.)
| Canada (12) China (12) Verenigde Staten (12) Australië (8) | Japan (8) Zuid-Afrika (6) Mexico (5) Zuid-Korea (4) | Oezbekistan (2) Taiwan (2) Nieuw-Zeeland (1) |

## Medailleverdeling
Bij de mannen werd de Canadees Jeffrey Buttle voor de tweede keer kampioen, ook in 2002 won hij de titel. Het was tevens zijn tweede medaille. Zijn landgenoot Emanuel Sandhu op plaats twee en de Amerikaan Evan Lysacek op plaats drie stonden voor het eerst op het erepodium.
Bij de vrouwen werd Yukina Ota de vijfde vrouw die de titel op haar nam schreef en de tweede Japanse vrouw, Fumie Suguri werd kampioene in 2001 en 2003. De Canadese debutante Cynthia Phaneuf werd tweede en de Amerikaanse Amber Corwin op plaats drie behaalde haar tweede medaille, in 1999 werd ze tweede.
Bij de paren werd het Chinese paar Pang Qing / Tong Jian opnieuw kampioen, ook in 2002 wonnen ze de titel. Het was hun derde medaille, in 2003 werden ze derde. Hun landgenoten Zhang Dan / Zhang Hao op de tweede plaats behaalden ook hun derde medaille, in 2002 en 2003 werden ze derde. Het Canadese paar Valerie Marcoux / Craig Buntin op plaats drie stond voor het eerst op het erepodium.
Bij het ijsdansen werden Tanith Belbin / Benjamin Agosto het derde paar die het kampioenschap wonnen en het tweede Amerikaanse paar na Naomi Lang / Peter Tchernyshev die in 2000 en 2002 de titel behaalden. Het was hun derde medaille, in 2002 en 2003 werden ze tweede. Het Canadese paar Marie-France Dubreuil / Patrice Lauzon op plaats twee stond ook voor de derde keer op het erepodium, in 2000 werden ze ook tweede en in 2001 derde. Hun landgenoten Megan Wing / Aaron Lowe behaalden hun tweede medaille, net als in 2002 werden ze derde.
| Onderdeel | Goud                            | Zilver                                 | Brons                          |
| --------- | ------------------------------- | -------------------------------------- | ------------------------------ |
| Mannen    | Jeffrey Buttle                  | Emanuel Sandhu                         | Evan Lysacek                   |
| Vrouwen   | Yukina Ota                      | Cynthia Phaneuf                        | Amber Corwin                   |
| Paren     | Pang Qing / Tong Jian           | Zhang Dan / Zhang Hao                  | Valerie Marcoux / Craig Buntin |
| IJsdansen | Tanith Belbin / Benjamin Agosto | Marie-France Dubreuil / Patrice Lauzon | Megan Wing / Aaron Lowe        |

## Uitslagen
| #      | naam                   | land                      | punten | korte kür | lange kür |
| ------ | ---------------------- | ------------------------- | ------ | --------- | --------- |
| Goud   | Jeffrey Buttle (3)     | Vlag van Canada           | 1.5    | 1         | 1         |
| Zilver | Emanuel Sandhu (6)     | Vlag van Canada           | 3.5    | 3         | 2         |
| Brons  | Evan Lysacek (2)       | Vlag van Verenigde Staten | 5.0    | 4         | 3         |
| 4      | Ryan Jahnke (3)        | Vlag van Verenigde Staten | 7.5    | 5         | 5         |
| 5      | Yamato Tamura (4)      | Vlag van Japan            | 8.0    | 2         | 7         |
| 6      | Daisuke Takahashi (2)  | Vlag van Japan            | 8.5    | 9         | 4         |
| 7      | Ben Ferreira (3)       | Vlag van Canada           | 11.0   | 10        | 6         |
| 8      | Gao Song (2)           | Vlag van China            | 12.0   | 8         | 8         |
| 9      | Ma Xiaodong (2)        | Vlag van China            | 12.0   | 6         | 9         |
| 10     | Song Lun               | Vlag van China            | 14.5   | 7         | 11        |
| 11     | Ryan Bradley           | Vlag van Verenigde Staten | 15.5   | 11        | 10        |
| 12     | Lee Dong-whun          | Vlag van Zuid-Korea       | 18.0   | 12        | 12        |
| 13     | Bradley Santer (5)     | Vlag van Australië        | 19.5   | 13        | 13        |
| 14     | Daniel Harries (2)     | Vlag van Australië        | 22.0   | 16        | 14        |
| 15     | Stuart Beckingham (3)  | Vlag van Australië        | 22.0   | 14        | 15        |
| 16     | Gareth Echardt (2)     | Vlag van Zuid-Afrika      | 24.5   | 17        | 16        |
| 17     | Simon Thode (4)        | Vlag van Nieuw-Zeeland    | 25.5   | 15        | 18        |
| 18     | Miguel Angel Moyron    | Vlag van Mexico           | 27.5   | 21        | 17        |
| 19     | Humberto Contreras (2) | Vlag van Mexico           | 28.5   | 19        | 19        |
| 20     | Justin Pietersen       | Vlag van Zuid-Afrika      | 29.0   | 18        | 20        |
| 21     | Adrian Alvarado (2)    | Vlag van Mexico           | 31.0   | 20        | 21        |
| 22     | Konrad Giering         | Vlag van Zuid-Afrika      | 33.0   | 22        | 22        |
| -      | Takeshi Honda (6)      | Vlag van Japan            |        | tzt *     |           |

| #                | naam                         | land                      | punten | korte kür | lange kür |
| ---------------- | ---------------------------- | ------------------------- | ------ | --------- | --------- |
| Goud             | Yukina Ota                   | Vlag van Japan            | 3.5    | 3         | 2         |
| Zilver           | Cynthia Phaneuf              | Vlag van Canada           | 5.0    | 8         | 1         |
| Brons            | Amber Corwin (4)             | Vlag van Verenigde Staten | 5.5    | 1         | 5         |
| 4                | Joannie Rochette (3)         | Vlag van Canada           | 6.0    | 6         | 3         |
| 5                | Jennifer Robinson (6)        | Vlag van Canada           | 6.0    | 4         | 4         |
| 6                | Yukari Nakano (2)            | Vlag van Japan            | 8.5    | 5         | 6         |
| 7                | Angela Nikodinov (4)         | Vlag van Verenigde Staten | 10.0   | 2         | 9         |
| 8                | Yoshie Onda (4)              | Vlag van Japan            | 10.5   | 7         | 7         |
| 9                | Liu Yan (2)                  | Vlag van China            | 13.0   | 10        | 8         |
| 10               | Joanne Carter (5)            | Vlag van Australië        | 14.5   | 9         | 10        |
| 11               | Miriam Manzano (4)           | Vlag van Australië        | 17.0   | 12        | 11        |
| 12               | Fang Dan (4)                 | Vlag van China            | 17.5   | 11        | 12        |
| 13               | Jennifer Don                 | Vlag van Verenigde Staten | 19.5   | 13        | 13        |
| 14               | Zhang Fan                    | Vlag van China            | 21.0   | 14        | 14        |
| 15               | Michelle Cantu               | Vlag van Mexico           | 23.0   | 16        | 15        |
| 16               | Shirene Human (6)            | Vlag van Zuid-Afrika      | 23.5   | 15        | 16        |
| 17               | Park Bit-na (4)              | Vlag van Zuid-Korea       | 26.5   | 17        | 18        |
| 18               | Anastasiya Gimazetdinova (6) | Vlag van Oezbekistan      | 27.0   | 20        | 17        |
| 19               | Sarah-Yvonne Prytula (5)     | Vlag van Australië        | 28.0   | 18        | 19        |
| 20               | Diane Chen (5)               | Vlag van Taiwan           | 30.5   | 19        | 21        |
| 21               | Gladys Orozco Montemayor (5) | Vlag van Mexico           | 32.0   | 24        | 20        |
| 22               | Lee Sun-bin (2)              | Vlag van Zuid-Korea       | 33.5   | 23        | 22        |
| 23               | Jenna-Anne Buys (3)          | Vlag van Zuid-Afrika      | 33.5   | 21        | 23        |
| 24               | Abigail Pietersen (2)        | Vlag van Zuid-Afrika      | 35.0   | 22        | 24        |
| Alleen korte kür |                              |                           |        |           |           |
| 25               | Cho Eun-byul (5)             | Vlag van Zuid-Korea       |        | 25        |           |
| 26               | Anny Hou (2)                 | Vlag van Taiwan           |        | 26        |           |

| #      | naam                                       | land                      | punten | korte kür | lange kür |
| ------ | ------------------------------------------ | ------------------------- | ------ | --------- | --------- |
| Goud   | Pang Qing (6) Tong Jian (6)                | Vlag van China            | 1.5    | 1         | 1         |
| Zilver | Zhang Dan (3) Zhang Hao (3)                | Vlag van China            | 3.0    | 2         | 2         |
| Brons  | Valerie Marcoux (2) Craig Buntin           | Vlag van Canada           | 4.5    | 3         | 3         |
| 4      | Rena Inoue (3) John Baldwin jr. (3)        | Vlag van Verenigde Staten | 6.0    | 4         | 4         |
| 5      | Anabelle Langlois (4) Patrice Archetto (4) | Vlag van Canada           | 7.5    | 5         | 5         |
| 6      | Ding Yang (2) Ren Zhongfei (2)             | Vlag van China            | 9.0    | 6         | 6         |
| 7      | Kathryn Orscher (3) Garrett Lucash (3)     | Vlag van Verenigde Staten | 10.5   | 7         | 7         |
| 8      | Tiffany Scott (5) Philip Dulebohn (5)      | Vlag van Verenigde Staten | 12.0   | 8         | 8         |
| 9      | Elizabeth Putnam (2) Sean Wirtz (2)        | Vlag van Canada           | 13.5   | 9         | 9         |
| 10     | Marina Aganina (3) Artem Knyazev (5)       | Vlag van Oezbekistan      | 15.0   | 10        | 10        |

| #      | naam (deelname)                              | land                      | punten | verpl. kür | org. kür | vrije kür |
| ------ | -------------------------------------------- | ------------------------- | ------ | ---------- | -------- | --------- |
| Goud   | Tanith Belbin (3) Benjamin Agosto (3)        | Vlag van Verenigde Staten | 2.4    | 2          | 1        | 1         |
| Zilver | Marie-France Dubreuil (4) Patrice Lauzon (4) | Vlag van Canada           | 3.6    | 1          | 2        | 2         |
| Brons  | Megan Wing (6) Aaron Lowe (6)                | Vlag van Canada           | 6.6    | 3          | 4        | 3         |
| 4      | Melissa Gregory (2) Denis Petukhov (2)       | Vlag van Verenigde Staten | 7.4    | 4          | 3        | 4         |
| 5      | Nozomi Watanabe (6) Akiyuki Kido (6)         | Vlag van Japan            | 10.0   | 5          | 5        | 5         |
| 6      | Yang Fang (2) Gao Chongbo (2)                | Vlag van China            | 12.0   | 6          | 6        | 6         |
| 7      | Josee Piche (3) Pascal Denis (3)             | Vlag van Canada           | 14.0   | 7          | 7        | 7         |
| 8      | Loren Galler-Rabinowitz David Mitchell       | Vlag van Verenigde Staten | 16.0   | 8          | 8        | 8         |
| 9      | Nakako Tsuzuki (4) Kenji Miyamoto (5)        | Vlag van Japan            | 18.0   | 9          | 9        | 9         |
| 10     | Yu Xiaoyang (2) Wang Chen (2)                | Vlag van China            | 20.0   | 10         | 10       | 10        |
| 11     | Qi Jia (2) Sun Xu (2)                        | Vlag van China            | 23.0   | 11         | 11       | 12        |
| 12     | Natalie Buck (4) Trent Nelson-Bond (5)       | Vlag van Australië        | 23.4   | 13         | 12       | 11        |
| 13     | Danika Bourne Alexander Pavlov               | Vlag van Australië        | 25.6   | 123        | 13       | 13        |

1999 · 
2000 · 
2001 · 
2002 · 
2003 · 
2004 · 
2005 · 
2006 ·
2007 ·
2008 ·
2009 ·
2010 ·
2011 ·
2012 ·
2013 ·
2014 ·
2015 ·
2016 ·
2017 ·
2018 ·
2019 ·
2020 ·
2021 ·
2022
EK kunstschaatsen ·
WK kunstschaatsen ·
WK kunstschaatsen junioren ·
Olympische Spelen